# Sašo Petek
Sašo Petek (Eslovenia, 18 de agosto de 1978) es un árbitro esloveno de baloncesto. Pertenece a la Košarkarska zveza Slovenije (KZS) y es oficial habitual de EuroLeague Basketball (Euroliga y EuroCup) desde la temporada 2013–14, además de formar parte del colectivo arbitral de la ABA Liga. Figura en el listado oficial de árbitros de la Euroliga y en el de la ABA.

## Trayectoria
Formado en el arbitraje esloveno, Petek se consolidó en competiciones de la KZS y en la ABA Liga durante la década de 2010. Sus primeras apariciones documentadas en competiciones de EuroLeague Basketball datan de 2013–14 tanto en EuroCup (por ejemplo, ASVEL–Valencia y Varese–Valencia) como en Euroliga (fase regular con el FC Barcelona). Desde entonces ha sido designado de forma continua para temporada regular, y con frecuencia para partidos de alta exigencia.
En la ABA Liga, además de la liga regular, ha dirigido eliminatorias y finales, como el 4.º partido de la final 2019 (Budućnost–Crvena zvezda) y partidos de las finales 2024–25 (G2, Budućnost–Partizan).

## Euroliga y EuroCup
- Euroliga: 2013–14 – presente (en listado oficial y actas de partido).[9][10]
- EuroCup: 2013–14 – presente (primeras designaciones documentadas).[5]

Partidos destacados (selección)
- EuroCup RS 2024–25 (J16): Valencia Basket – Aris Midea (22/01/2025). Hito: Petek alcanzó los 100 partidos arbitrados en EuroCup.[11][12]
- Euroliga RS 2024–25: Olympiacós – AS Monaco (27/03/2025).[13]
- Euroliga RS 2024–25: Paris Basketball – Fenerbahçe (07/03/2025).[14]
- Euroliga RS 2024–25: FC Bayern – LDLC ASVEL (07/02/2025).[15]
- EuroCup RS 2024–25: Bahçeşehir – Gran Canaria (02/04/2025).[16]

## Actividad en ABA Liga
Presencia estable como árbitro principal, con designaciones en liga regular, semifinales y finales. Entre otras: Finales 2018–19 (G4) y Finales 2024–25 (G2); también partidos de alto perfil como Partizan–Budućnost (RS 2024–25) y Cibona–SC Derby (RS 2021–22).

## FIBA
Petek ha actuado en eventos FIBA, con apariciones documentadas en el EuroBasket 2015 (fase de grupos en Berlín) y en torneos de formación como el Europeo U20 masculino.

## Reconocimientos
- 100 partidos en EuroCup alcanzados el 22 de enero de 2025 (Valencia–Aris).[23][11]